# Nina Ahlstedt

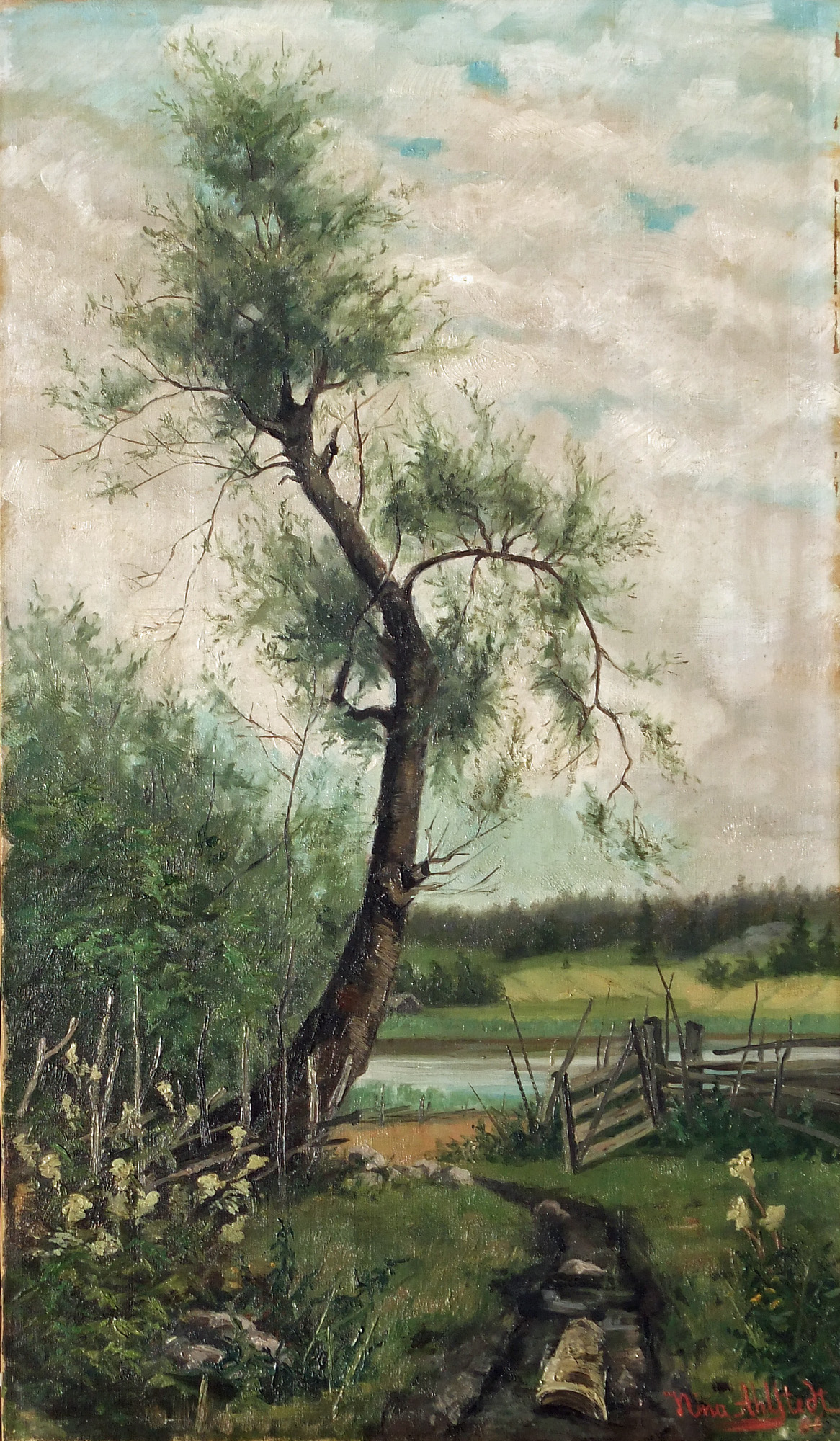
Grinden, målad på Åland 1896.

Nina Ahlstedt, född Lignell 11 juli 1853 i Åbo, död 2 september 1907 i Helsingfors, var en finlandssvensk konstnär. 
Hon målade främst porträtt och realistiska naturbilder men också flera altartavlor. Jyväskylä stadskyrka har en målning av hennes man Fredrik Ahlstedt Låt barnen komma till mig, som slutfördes av Nina Ahlstedt. Nina Ahlstedt ånsåg att konsten var ett redskap för att dela med sig skönhet, glädje och kärlek.

## Biografi
Nina Ahlstedt var dotter till häradshövdingen Albert Johan Lignell och friherrinnan Georgina Sofia Elisabeth Lybecker. Hon utbildade sig på Åbo ritskola från år 1871 där hon träffade sin blivande man målaren Fredrik Ahlstedt, som var lärare på skolan. Efter avslutade studier gifte de sig den 6 juni 1876. Makarna studerade tillsammans vid Académie Colarossi i Paris 1880–1881 och 1897.
Nina Ahlstedt debuterade 1878 på Finska Konstföreningens årsutställning. I juni 1886  anslöt hon och maken sig till den av Victor Westerholm grundade  konstnärskolonin Önningebykolonin i Önningeby på Åland, dit de återvände flera somrar. Hon var representerad på den nationella utställningen Finlands Konstnärer 1892, 1894–1899, 1902 och 1904. Från 1878 arbetade hon som lärare vid Åbo ritskola och var även konstkritiker.
Trots att hon var gift och fick flera barn lyckades hon fortsätta sin egen karriär, vilket var ovanligt på den tiden. Hennes make Fredrik Ahlstedt uppmuntrade henne och de ställde ofta ut tillsammans. Nina och Fredriks dotter Margareta Ahlstedt-Willandt skapade en internationell karriär som textilkonstnär. Margareta grundade ett eget väveri och en atelje i Helsingfors och hennes konstnärliga verksamhet inom textilkonsten varade i ett halvt sekel.